# Laurent Barbieri
Laurent Barbieri (Francia, 30 de octubre de 1960) es un gimnasta artístico francés, especialista en la prueba de salto de potro, con la que consiguió ser subcampeón del mundo en 1985.

## 1985
En el Mundial de Montreal 1985 gana la medalla de plata en salto de potro, tras el soviético Yuri Korolev (oro) y empatado con el chino Lou Yun (también plata).